# Avezinha
A Avezinha é um jornal da região portuguesa do Algarve, fundado em 21 de Fevereiro de 1921 por quatro mulheres e sediado em Paderne (Albufeira).

## Fundadoras

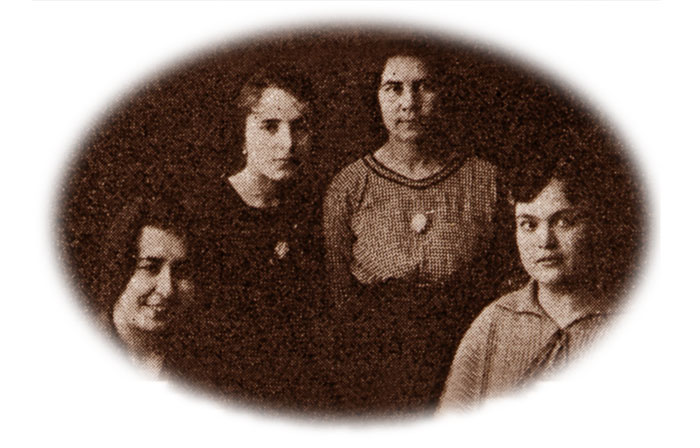
Fundadoras do Jornal "a Avezinha"
Maria Marques, Maria Elói, Maria Mendes, Maria Correia

O jornal A Avezinha nasceu da iniciativa de quatro mulheres e poetisas que adotaram pseudônimos (nomes de flores) para assinar os seus artigos no jornal. As fundadoras e redatoras foram: 
- Maria da Conceição Elói
(Paderne, 31 de Agosto de 1898 — Faro, 7 de Dezembro de 1979)
  - Pseudônimo: Madressilva
  - Também chamada Maria da Conceição de Sousa Elói

- Maria Feliciana Marim Marques
(Paderne, 19 de Março de 1906 — Brasil, 23 de Fevereiro de 1972)
  - Pseudônimo: Violeta

- Maria do Espírito Santo Correia
(Paderne, 23 de Julho de 1895 — 7 de Março de 1978)
  - Pseudônimo: Hortênsia

- Maria da Conceição Mendes Costa
(Paderne, 27 de Outubro de 1892 — Rio de Janeiro, 21 de Junho de 1983)
  - Pseudônimo: Rosa
  - Também chamada Maria da Costa Mendes e, após casamento, Maria da Conceição Costa de Sousa Mendes
  - Algumas referências apresentam o sobrenome Biker (Maria da Conceição Mendes Costa Biker)

## História
As duas primeiras edições, em Março e Abril de 1921, foram manuscritas pelas fundadoras, que apresentavam os seus contos e poemas. O pároco de Paderne, Padre João dos Santos Silva, reconheceu o esforço das quatro Marias e tomou a iniciativa de editar o jornal.  A partir da terceira edição (17 de Julho de 1921,) o jornal passou a ser editado na Praça da República, em Paderne, tendo como diretor o Padre João dos Santos Silva e como editor o Sr. José Gaspar Rodrigues. A impressão era feita em Faro. Posteriormente, o Padre João dos Santos Silva passou a ser o editor, além de diretor.
Até 1936 o jornal era mensal e trazia artigos das fundadoras e de outras mulheres, também com pseudônimos como Camélia, Gardênia, Margarida, Orquídea, etc. 
Em 1936 a edição do jornal foi suspensa, para só retornar em Maio de 1977, tendo como diretora a Sr.ª Maria da Conceição Elói (uma das fundadoras, a Madressilva). A numeração da edição foi reiniciada, indicando que se tratava da segunda série (Maio de 1977 foi a edição número 1 da segunda série). Posteriormente, a numeração do ano do jornal passou a ser em relação ao ano de 1921: por exemplo, a edição comemorativa dos 75 anos em 1996 é identificada como Ano 75 (2.ª série, n.º 541) 14 de Março de 1996. Esta numeração do ano e da edição mantém-se até hoje.
Em Abril de 1983, o jornal passou a ser publicado quinzenalmente e, em Janeiro de 1984, semanalmente. No começo do século 21 o jornal era semanal e estava disponível em página específica na Internet (www.jornalavezinha.com). Atualmente o jornal é publicado no Facebook.

## Reconhecimento
Em 2016, a Câmara Municipal de Albufeira assinou um protocolo com a Biblioteca-Museu do jornal para que o seu espólio passasse a estar acessível ao público. 

## Ligações Externas
- Documentário | História do Jornal A Avezinha
- Página de Facebook do Jornal
- Biblioteca  Museu do Jornal A Avezinha